# Vesuvius (Schiff, 1890)
Die USS Vesuvius der United States Navy war das einzige Schiff des als Dynamitkanonenkreuzer bzw. Dynamitkreuzer bezeichneten Typs.
Die Vesuvius wurde im Spanisch-Amerikanischen Krieg vor Kuba eingesetzt und wegen Zielungenauigkeit der pneumatischen Geschütze umgerüstet. Da das Schiff auch als normaler Kreuzer ungeeignet war, wurde es schließlich zum Torpedoversuchsschiff umgebaut und später außer Dienst gestellt. Das Schiff gehörte 1893 zu den Teilnehmern am Columbian Naval Review.

## Pneumatische Geschütze
Das Hauptmerkmal dieses Schiffs lag in der Hauptbewaffnung, die aus drei starr montierten, pneumatischen Kanonen auf dem Vorschiff bestand. Die 2 m langen Geschosse vom Kaliber 38 cm, gefüllt mit bis zu 250 kg Gelatinedynamit, wurden mittels eines nach Schussweite dosierten Pressluftimpulses ausgestoßen. Die Anwendung der pneumatischen Kanonen wurde gewählt, weil die Sprengladung für den Verschuss aus Feuerwaffen zu empfindlich war. Diese Kanonen wurden von der Firma „Pneumatic Dynamite Gun Co. of New York, N.Y.“ entwickelt. Vor diesem Hintergrund entstand die Bezeichnung „Dynamite Gun Cruiser“, die Ursprung der deutschen Bezeichnung „Dynamitkanonenkreuzer“ ist. Die Schussweiten lagen, je nach Stärke des Pressluftimpulses und der Masse der Geschosse, zwischen 1.600 m und 3.700 m. Während des Beschusses von Santiago de Cuba im Spanisch-Amerikanischen Krieg im Jahr 1898 erwiesen sich die Kanonen als zu ungenau und wurden gegen konventionelle kleinere Geschütze ausgetauscht. Da sich das pneumatische Schussprinzip nicht bewährt hatte, wurden keine weiteren Dynamitkanonenkreuzer gebaut und auch keine weiteren Entwicklungen dieses Schiffstyps durchgeführt.